# Mehmet Bozdağ
Mehmet Bozdağ (* 1. Januar 1983 in Kayseri) ist ein türkischer Regisseur, Drehbuchautor und Filmproduzent. Er ist der Gründer und Besitzer des Studios Bozdağ Film.

## Leben und Karriere
Bozdağ wurde am 1. Januar in Kayseri geboren. Er studierte an der Sakarya Üniversitesi. An derselben Universität absolvierte er auch sein Masterstudium in Soziologie. 2004 studierte Bozdağ Geschichte. 2009 arbeitete Bozdağ als Drehbuchautor in den Dokus Son Rüya und Kardeş Şehirler. Danach schrieb er 2010 das Drehbuch für Ustalar, Alimler ve Sultanlar. Anschließend produzierte er 2014 die Serie Diriliş Ertuğrul. Unter anderem war er an der Produktion der Fernsehserie Yunus Emre: Aşkın Yolculuğu tätig. Bozdağ produzierte die 2021 die usbekische Serie Mendirman Jaloliddin. Dann schrieb und produzierte er die Serie Kuruluş Osman.

## Filmografie
Dokumentationen
- 2009: Son Rüya
- 2009: Kardeş Şehirler
- 2010: Ustalar, Alimler ve Sultanlar
- 2013: Gönül Hırsızı

Filme
- 2020: Türkler Geliyor

Serien
- 2014–2019: Diriliş Ertuğrul
- 2015–2016: Yunus Emre: Aşkin Yolculuğu
- 2018–2019: Mehmetçik Kûtulamâre
- seit 2019: Kuruluş Osman
- 2021: Mendirman Jaloliddin
- 2021–2022: Destan

## Auszeichnungen

### Gewonnen
- 2017: Golden Palm Awards in der Kategorie „Bester Drehbuchautor“[10]
- 2020: Turkey Youth Awards in der Kategorie „Produzent des Jahres“[11]